# Луа-Луа, Казенга
Казенга Луа-Луа (англ. Kazenga LuaLua; 10 декабря 1990, Киншаса) — конголезско-английский футболист, полузащитник клуба «Лутон Таун», является воспитанником клуба «Ньюкасл Юнайтед». Младший брат футболиста Ломана Луа-Луа.

## Карьера
Уроженец Киншасы, Луа-Луа, провёл свои ранние годы в Англии. Футболу обучался в молодёжной академии команды «Ньюкасл Юнайтед» вместе со старшим братом Ломаной. Впервые был вызван в основной состав клуба 6 января 2007 в матче Кубка Англии против «Бирмингем Сити». На тот момент ему было 16 лет и 27 дней, но на поле не вышел. За «сорок» дебютировал 6 января 2008 года в Кубке Англии в матче против «Сток Сити», заменив 74-й минуте Дэмьена Даффа. Также выступал на правах аренды в клубах «Донкастер Роверс» и «Брайтон энд Хоув Альбион». В мае 2011 года Казенга, восстановившись после перелома малоберцовой кости, вышел на замену в двух последних турах чемпионата Англии 2010/11. В выездном матче против «Челси» и домашнем против «Вест Бромвич Альбион», которые завершились вничью — 2:2 и 3:3, соответственно. 16 июля Луа-Луа вновь был отдан в аренду «Брайтону» до 15 января 2012 года.

## Статистика

### Клубная
| Клуб                              | Сезон   | Чемпионат | Чемпионат | Кубок Англии | Кубок Англии | Кубок Лиги | Кубок Лиги | Еврокубки | Еврокубки | Другие | Другие | Всего | Всего |
| Клуб                              | Сезон   | Игры      | Голы      | Игры         | Голы         | Игры       | Голы       | Игры      | Голы      | Игры   | Голы   | Игры  | Голы  |
| --------------------------------- | ------- | --------- | --------- | ------------ | ------------ | ---------- | ---------- | --------- | --------- | ------ | ------ | ----- | ----- |
| Ньюкасл Юнайтед                   | 2007/08 | 2         | 0         | 3            | 0            | 0          | 0          | 0         | 0         | 0      | 0      | 5     | 0     |
| Ньюкасл Юнайтед                   | 2008/09 | 3         | 0         | 1            | 0            | 0          | 0          | 0         | 0         | 0      | 0      | 4     | 0     |
| Донкастер Роверс (аренда)         | 2008/09 | 4         | 0         | 0            | 0            | 0          | 0          | 0         | 0         | 0      | 0      | 4     | 0     |
| Ньюкасл Юнайтед                   | 2009/10 | 1         | 0         | 0            | 0            | 2          | 0          | 0         | 0         | 0      | 0      | 3     | 0     |
| Брайтон энд Хоув Альбион (аренда) | 2009/10 | 11        | 0         | 0            | 0            | 0          | 0          | 0         | 0         | 0      | 0      | 11    | 0     |
| Ньюкасл Юнайтед                   | 2010/11 | 2         | 0         | 0            | 0            | 1          | 0          | 0         | 0         | 0      | 0      | 3     | 0     |
| Брайтон энд Хоув Альбион (аренда) | 2010/11 | 11        | 4         | 0            | 0            | 0          | 0          | 0         | 0         | 0      | 0      | 11    | 4     |
| Брайтон энд Хоув Альбион (аренда) | 2011/12 | 9         | 0         | 0            | 0            | 2          | 0          | 0         | 0         | 0      | 0      | 11    | 0     |
| Брайтон энд Хоув Альбион          | 2011/12 | 0         | 0         | 0            | 0            | 0          | 0          | 0         | 0         | 0      | 0      | 0     | 0     |
| Всего                             | Всего   | 43        | 4         | 4            | 0            | 5          | 0          | 0         | 0         | 0      | 0      | 52    | 4     |

## Достижения

### Клубные
«Ньюкасл Юнайтед»
- Чемпионат Футбольной лиги: 2009/10

«Брайтон энд Хоув Альбион»
- Первая Футбольная лига: 2010/11

### Индивидуальные
- Джеки Милберн Трофи: 2008
- Игрок месяца Футбольной лиги: октябрь 2010